# Islamofascismo

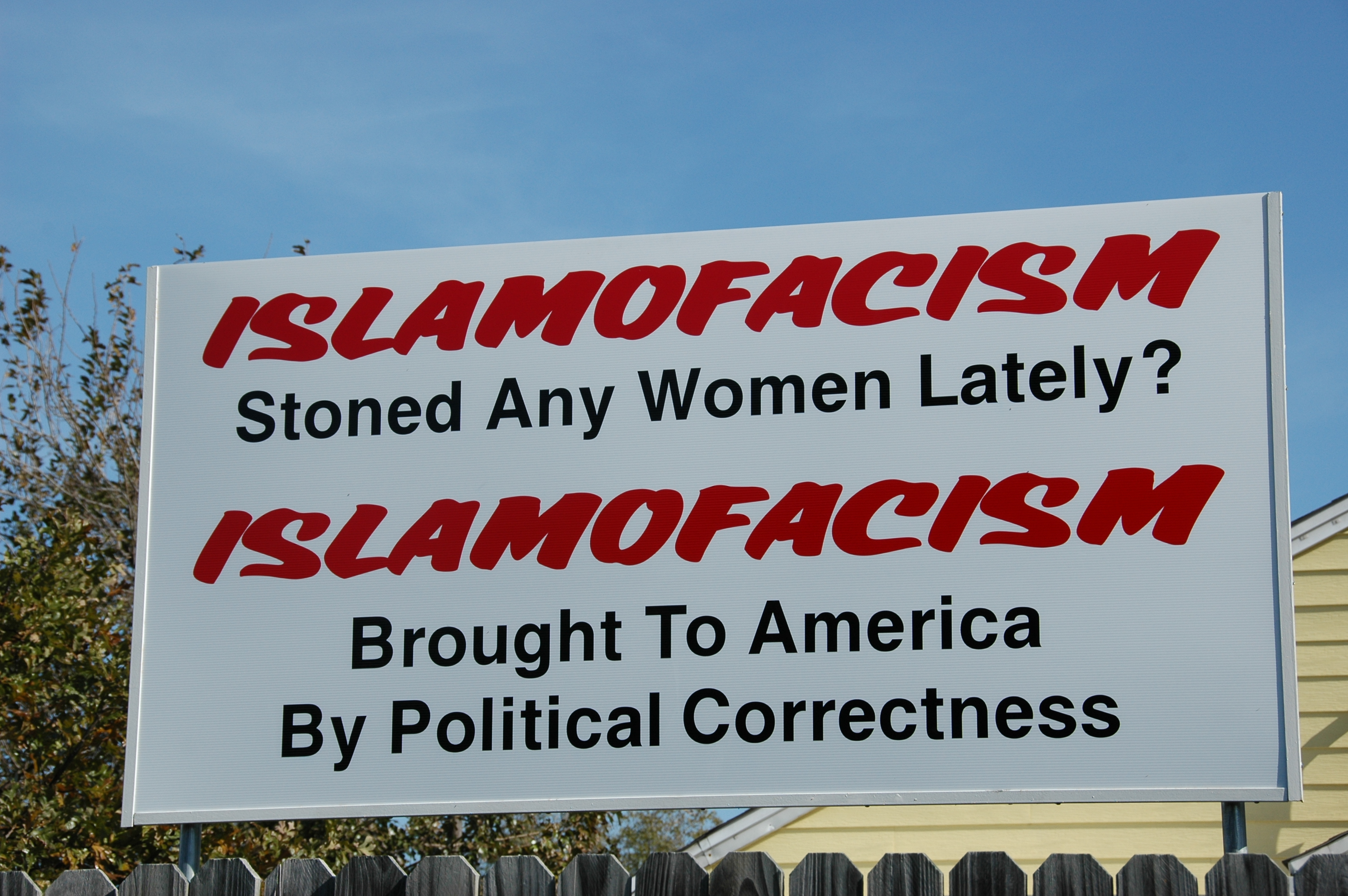
Cartellone contro l'Islamofascismo

L'islamofascismo, nazislamismo o fascismo dal volto islamico è un controverso neologismo, riferito all'islamismo, che si riferisce alla presunta somiglianza fra alcuni movimenti islamici e i movimenti fascisti europei della prima metà del XX secolo (in particolare il nazismo) o con i movimenti neo-fascisti contemporanei.
Il termine islamofascismo evidenza presunte somiglianze ideologiche o operative come la tendenza all'autoritarismo, al socialismo e all'antisemitismo, diretto principalmente contro Israele.

## Storia del termine
Il lemma inglese islamofascism è presente anche nel New Oxford American Dictionary, dove viene definito come "un controverso termine che equipara i movimenti islamici con i movimenti fascisti europei dell'inizio del XX secolo". Coloro che sono contrari al suo utilizzo affermano che è ingiusto e infondato paragonare la religione islamica, e in particolare l'odierno "estremismo islamico", ai movimenti fascisti.
Esso prende in considerazione l'esperienza nazionalistica di Rashid Ali al-Kaylani, quella "imperiale" di Reza Shah Pahlavi e quella ipernazionalistica del "Gran Muftì" Amin al-Husseini, ammiratore di Hitler. È ipotizzabile una certa contiguità del "Islam-fascismo" al sufismo e alle cerimonie dei Mevlevi, definiti sbrigativamente "dervisce".
Secondo alcuni il termine è stato variamente criticato per la sua vaghezza ed è stato definito come "nient'altro che un vuoto termine di propaganda" utilizzato dall'amministrazione Bush, oppure come un concetto "senza senso" dal momento che il termine fascismo si riferisce "a un ben determinato fenomeno storico".
Il termine "fascismo dal volto islamico" è stato diffuso dal giornalista angloamericano ateo e antislamista Christopher Hitchens, per accostamento con il "fascismo dal volto umano" di Jaruzelski in Polonia, ma lo stesso Hitchens ne ha negato la paternità, mentre islamofascismo - ha affermato - è usato da tempo dai laici turchi e afghani per descrivere i loro avversari.
È una parola d'uso comune nel movimento neoconservatore.
Anche Oriana Fallaci, in base alle proprie esperienze documentate in vari libri, ha paragonato l'islamismo, in riferimento a Osama bin Laden, a un nuovo nazismo.

## Critiche al concetto
Altre critiche si sono concentrate sulla mancata comprensione del differente rapporto tra religione e politica nei due fenomeni accostati, così come sul rapporto con la modernità. Così, "il fascismo fu un'ideologia specifica, secolare, modernizzante (ciò che lo storico Stanley Payne ha chiamato iper-nazionalismo rivoluzionario) che emerse dall'Europa in rovina dopo la prima guerra mondiale. Era centrato in primo luogo sull'esaltazione della nazione. Cercherete invano una qualsiasi somiglianza con un movimento religioso transnazionale che rivendica di cercare la restaurazione di uno stato teocratico."
Infine, ulteriori critiche si concentrano sul fatto che gruppi con ispirazioni e obiettivi diversi vengano racchiusi in una medesima etichetta, "riunendo forze tra loro ostili dentro una singola massa indifferenziata". Daniel Benjamin ha asserito che "non c'è alcuna indicazione che i jihadisti abbiano aderito all'ideologia fascista, così come essa fu sviluppata da Mussolini o da qualsiasi altro associato con il termine. Questo è un epiteto, una maniera di suscitare forti emozioni e di attaccare un avversario, ma non ci dice nulla sul contenuto delle loro idee.

## Alcuni esempi storici di islamofascismo

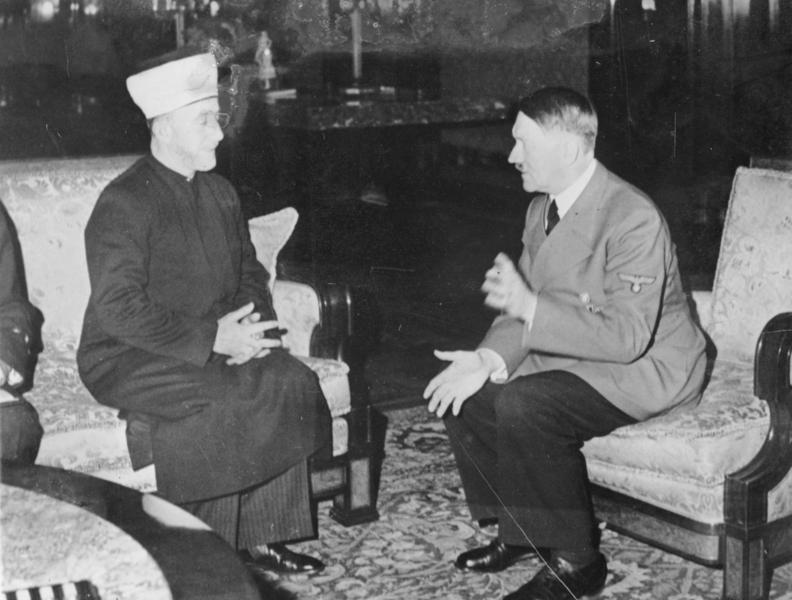
Il Gran Mufti di Gerusalemme Amin al-Husseini incontra Adolf Hitler (1941)

- Il partito politico palestinese Hamas, che molti considerano un'organizzazione terroristica, ha nel proprio statuto tesi antisemite che mescolano il contenuto del Mein Kampf di Adolf Hitler e dei Protocolli dei Savi di Sion con l'Islam radicale e il nazionalismo palestinese. Militanti di Hamas e gruppi jihadisti hanno talvolta eseguito il saluto nazista ed esposto ritratti di Hitler con slogan in suo favore.[11][12]
- Il leader libico Muʿammar Gheddafi e il dittatore iracheno Saddam Hussein, i quali unirono all'antisionismo, elementi di socialismo nazionale (declinati come socialismo arabo) cari al fascismo e al nazionalsocialismo. Così fecero anche i leader iraniani Ruhollah Khomeini e Mahmud Ahmadinejad, quest'ultimo sostenitore di tesi antisemite e negazionista dell'Olocausto.
- L'arrivo del Gran Mufti di Gerusalemme Amin al-Husseini (nonché zio di Yasser Arafat), già sostenitore di Adolf Hitler e del fascismo, in Egitto, al termine della seconda guerra mondiale, è salutato calorosamente al suo arrivo al porto di Alessandria dai Fratelli Musulmani.[13]
- La costituzione del reparto delle SS bosniache Handschar (Scimitarra), che ottiene concessioni quali la preghiera il venerdì e che è guidato da leader religiosi.[13]
- La 21te Waffen-Gebirgs-Division der SS Skanderbeg in Albania era formata in gran parte da albanesi di religione musulmana.
- La propaganda del Gran Muftì Husseini con discorsi ai musulmani tramite la radio di Berlino.[13]
- L'accordo raggiunto in Africa, ma mai realizzato, di rendere Judenfrei ("libera da giudei") la terra promessa, fallito ad El Alamein.[13]
- Il Farhud, un pogrom compiuto a Baghdad durante la seconda guerra mondiale dai musulmani, appena prima della conquista inglese della città.[14]
- L'ospitalità offerta ai criminali nazisti dal Medioriente e da paesi quali la Siria (es. Alois Brunner).[15]
- La diffusione del Mein Kampf di Hitler e dei Protocolli di Sion in tutto il mondo arabo e in Iran.[16]
- Benito Mussolini che in un discorso a Tripoli il 17 marzo 1937 si autoproclamò "protettore dell'Islam" (in arabo حامي الإسلام, Hāmī al-Islām), come "possessore della spada dell'Islam" e "difensore dei musulmani": "Le popolazioni musulmane sanno che, col tricolore italiano, avranno pace e benessere e che le loro usanze e, soprattutto, le loro credenze, saranno scrupolosamente rispettate".[17][18]
- Louis Farrakhan, leader della Nation of Islam, una setta islamista afroamericana suprematista, ha definito Hitler come uno dei pochi bianchi che rispetta e "un uomo molto grande".[19] Elijah Muhammad, leader storico della NOI, aveva rapporti di amicizia col Partito Nazista Americano in funzione antisemita e separatista.
- La conversione all'Islam del basso gerarca nazista Johann von Leers, rifugiato in Egitto sotto Gamal Abdel Nasser, prendendo poi il nome arabo di Omar Amin.[20]